# Luxusweibchen
Pour plus de détails, voir Fiche technique et Distribution.
Luxusweibchen (en français Femme de luxe) est un film allemand  muet réalisé par Erich Schönfelder, sorti en 1925.
Il s'agit de l'adaptation du roman Der Fall Moser d'Ola Alsen, qui participe au scénario.

## Synopsis
Harriet von Randow est la femme extravagante de Kurt. Elle aime les grandes fêtes et porter de magnifiques robes, la présence sociale dans le luxe est très importante pour elle. Afin de pouvoir financer la vie de sa fille de luxe, Kurt fait des transactions très risquées et est également devenu accro au jeu. Quand Harriet découvre les finances domestiques et que la ruine est presque inévitable, elle essaie de sauver ce qui peut être sauvé et vend sa fortune restante, les bijoux et d'autres objets de valeur. Mais il est trop tard. Le mari Kurt, malgré l'épée de Damoclès suspendue au-dessus du couple, ne veut toujours pas rompre son habitude. Il falsifie même une lettre de change. Quand cela s'évente, il s'enfuit. Harriet a réalisé avant qu'il n'y a pas d'avenir avec cet homme et se rend compte qu'elle doit essayer un travail honnête.
Sa première tentative en tant que tutrice de deux filles délaissées d'un banquier est couronnée de peu de succès. Lorsqu'elle se présente à la maison de couture de Wolfgang Rainer, où elle achetait ses vêtements coûteux, le destin d'Harriet change. M. Rainer se révèle extrêmement sympathique et est prêt à aider sa meilleure cliente en lui trouvant un emploi comme bras droit. Bientôt, les deux s'entendent très bien sur le plan personnel, et les mariés Wolfgang et Harriet forment un couple. La femme de Rainer est aussi une femme de luxe, elle se retrouve avec le Kurt en faillite. Rainer n'est pas mécontent de se débarrasser de sa femme, car elle avait amené la maison de couture au bord de la ruine avec son extravagance. L'efficacité d'Harriet évite la faillite et deux nouveaux couples se sont trouvés.

## Fiche technique
- Titre original : Luxusweibchen
- Réalisation : Erich Schönfelder
- Scénario : Helmuth Orthmann, Ola Alsen
- Direction artistique : Jacek Rotmil, Siegfried Wroblewsky
- Costumes : Joe Strassner
- Photographie : Heinrich Gärtner (de)
- Producteur : Richard Eichberg
- Société de production : Eichberg-Film GmbH
- Société de distribution : Süd-Film
- Pays d'origine : Allemagne  République de Weimar
- Langue : allemand
- Format : Noir et blanc - 1,33:1 - 35 mm
- Genre : Comédie
- Durée : 2 178 m
- Dates de sortie :
  - Allemagne  République de Weimar : 20 avril 1925.
  - Portugal : 13 mai 1926.

## Distribution
- Lee Parry : Harriet von Randow
- Hans Albers : Kurt von Randow, son époux
- Olaf Fjord : Wolfgang Rainer
- Lia Eibenschütz : Lissy Rainer, sa femme
- Rudolf Lettinger : Hermann von Benthien
- Robert Garrison (de) : Ludwig Moser
- Lydia Potechina : Ellen Moser
- Iwa Wanja (de) : Karla Moser
- Gertrud von Hoschek : Daisy Moser
- Julius Falkenstein : Enver Kiral-Bey
- Hans Junkermann : Otto von Brenken
- Paul Ludwig (de)
- Werner Pittschau

## Production
Luxusweibchen est réalisé au printemps 1925 et passe la censure cinématographique le 18 avril de la même année. La première a  lieu deux jours plus tard à la Marmorhaus de Berlin.
Le producteur Richard Eichberg est l'époux de l'actrice principale Lee Parry.

## Source de traduction
- (de) Cet article est partiellement ou en totalité issu de l’article de Wikipédia en allemand intitulé « Luxusweibchen (1925) » (voir la liste des auteurs).

1. ↑  (de) Michaela Krützen, Hans Albers : eine deutsche Karriere, Beltz, Quadriga, 1995, 458 p. (ISBN 9783886792528, lire en ligne), p. 420